# Wiener Horn

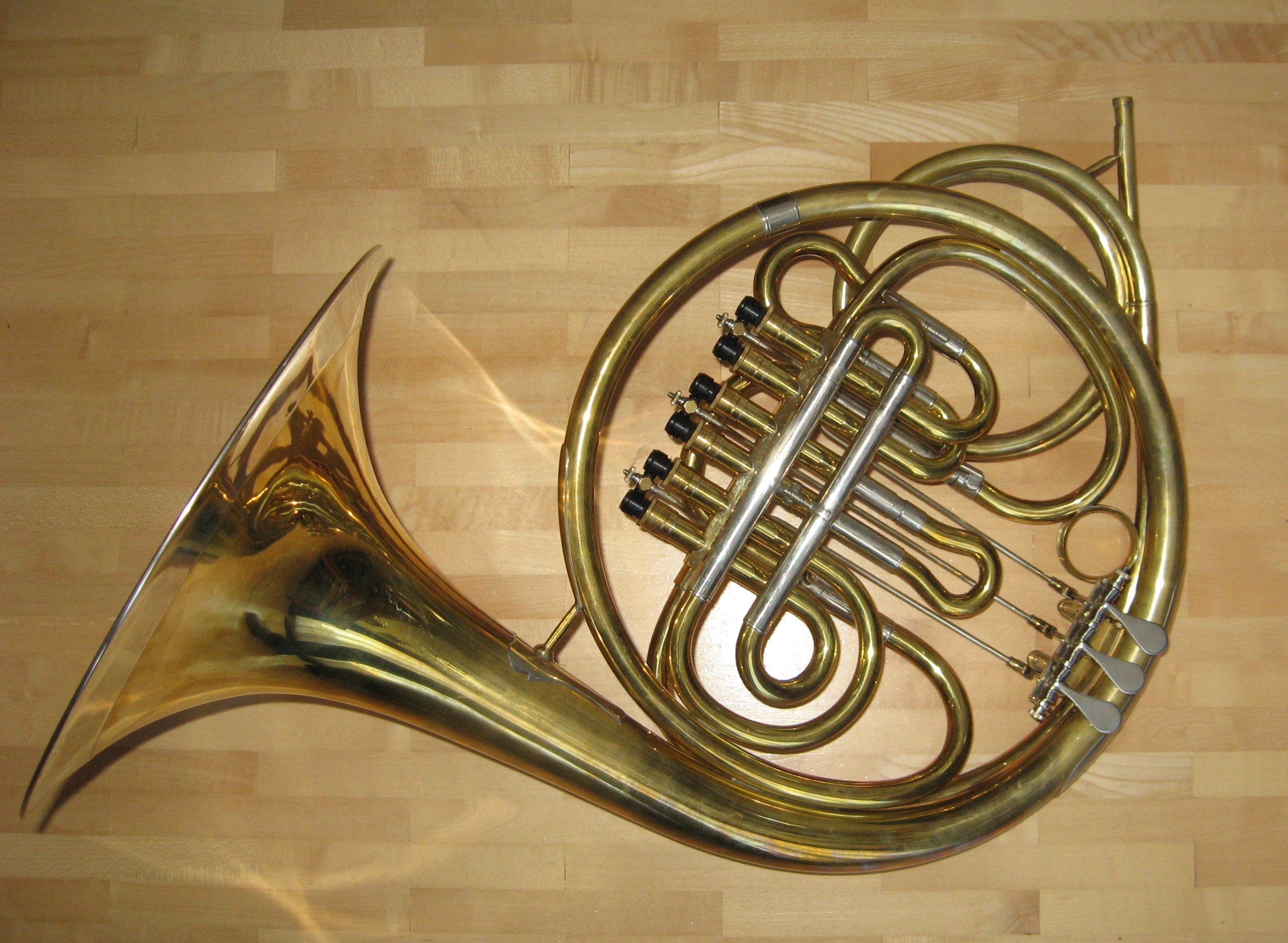
Wiener Horn

Das Wiener Horn ist ein Blechblasinstrument mit drei Ventilen, eine spezielle Bauform des Waldhorns. Es ist ein einfaches F-Horn und hat eine engere Mensur als das Doppelhorn. Das Wiener Horn besitzt mehr Teiltöne und klingt dadurch generell „heller“ als ein Doppelhorn („Obwohl der Wiener Musiker, wenn er von seinem Instrument spricht, paradoxerweise immer einen ‚weichen‘ und ‚dunklen‘ Klang als Idealklang bezeichnet! Ein solcher Klang besitzt weniger Teiltöne“). Bei den Wiener Philharmonikern ist es für die Hornisten Pflicht, das Wiener Horn zu beherrschen. Es prägt den spezifischen Wiener Klangstil.

## Beschreibung

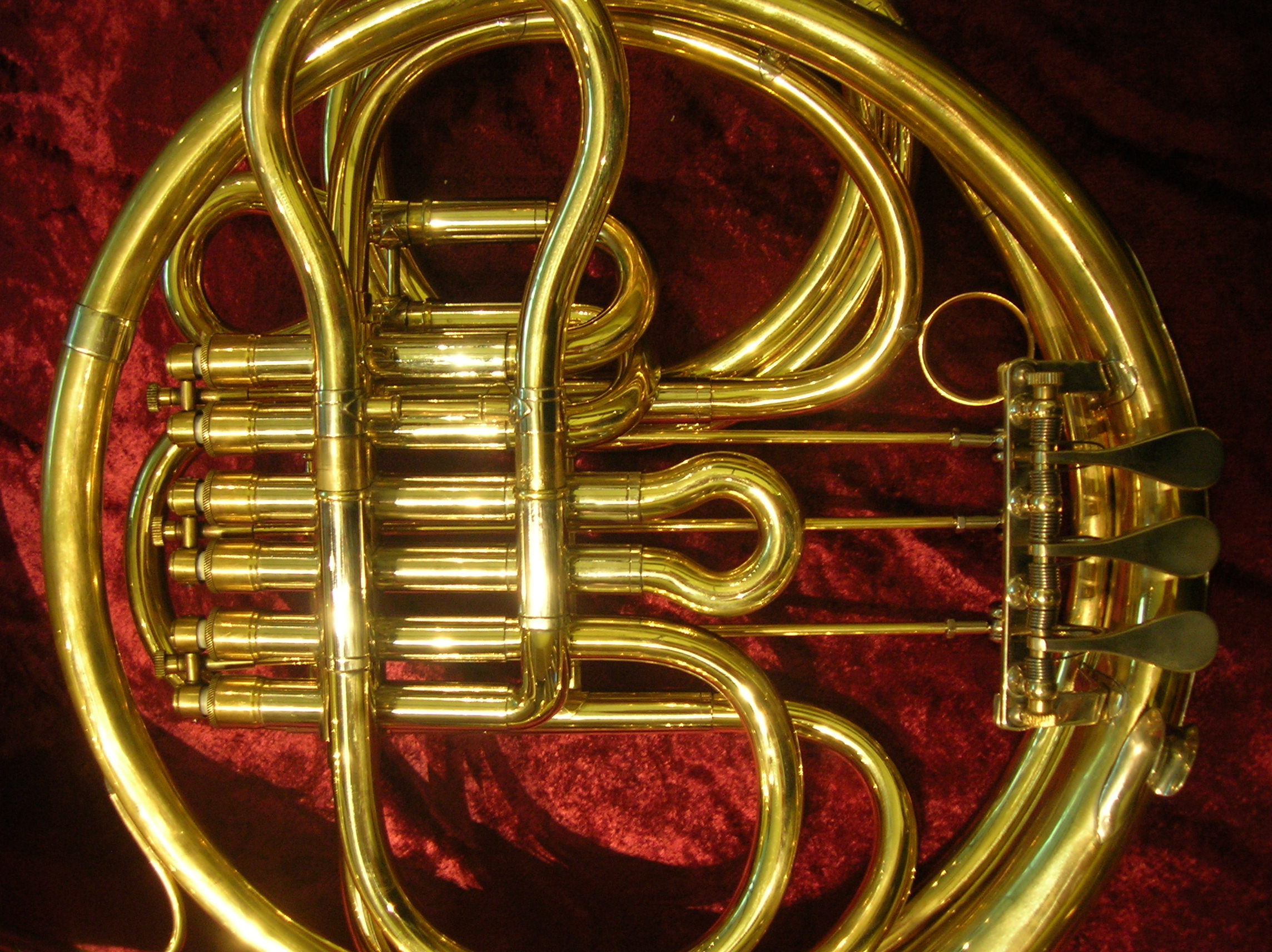
Die Pumpventile des Wiener Horns

Die Rohrlänge beträgt beim Wiener Horn vom Mundstück bis zum Schalltrichterende etwa 3,7 Meter.
Das Wiener Horn hat meist Pumpventile und nicht wie Waldhörner Drehventile (die Bezeichnung Wiener Horn bezieht sich jedoch auch auf F-Hörner mit Drehventilen, die im Gegensatz zum Waldhorn eine geringere Mensur von max. 11 mm und einen abnehmbaren Bogen aufweisen). Das beim Wiener Horn meist verwendete Ventil ist ein Doppelpumpenventil. Sein Mechanismus begünstigt durch die Position der Ventile weiche Bindungen bei legato gespielten Tönen, so dass die Töne fließend ineinander übergehen.
Die klanglichen Besonderheiten des Wiener Horns resultieren, wie vergleichende Untersuchungen von Gregor Widholm gezeigt haben, aus der speziellen Bauart: Die enge Mensur fördert den teiltonreichen Klang. Die Rohrlänge beeinflusst den Energiebedarf, die Treffsicherheit und indirekt den Klang. Aufgrund des höheren Energiebedarfs beanspruchen Stellen mit vielen Staccatonoten einen Spieler des Wiener Horns besonders. In den hohen Tonlagen muss die Lippenspannung exakter als bei anderen Hörnern abgestimmt werden, um nicht irrtümlich auf einer benachbarten Spitze zu „landen“. Das Spiel in der hohen Lage erfordert also am Wiener Horn etwas mehr Konzentration und ein besseres „Funktionieren“ der Feinmotorik. Die Doppelpumpenventile ermöglichen fließende Tonübergänge, machen es aber schwierig bei schnellen legato-Folgen die Töne sauber erklingen zu lassen; sie können leicht verschwommen klingen.

## Hersteller
Der Instrumentenbauer Leopold Uhlmann (1806–1878) kann als „Vater des Wiener Horns“ bezeichnet werden. Um 1830 konstruierte er die für das Wiener Horn so charakteristischen Pumpenventile, welche damals auch „Stechbüchsenventile“ genannt wurden.
Weitere Hersteller sind oder waren: Yamaha, Andreas Jungwirth, Haruo Kimura, Hermann Ganter, August Beyde (historisch – Mitte 19. Jh.), Anton Dehmal (historisch – Ende 19. Jh.), Nachfolger Anton Dehmals (historisch – Ende 19. Jh. – Anfang 20. Jh.), Karl Hoyer (Graz, vm. Ende 19. Jh.), Haagston, Jiracek & sons, Produktivgenossenschaft der Wiener Musikinstrumentenmacher (historisch – 1. Hälfte 20. Jh.), Wiener Hornmanufaktur, Robert Engel (historisch – 2. Hälfte 20. Jh.), Ernst Ankerl, Gebr. Alexander, Daniel Kunst, Eduard Kiefl, Engelbert Schmid, Curia Brass.

## Virtuosen
Zu den wichtigsten Virtuosen auf dem Wiener Horn gehören: Lars Michael Stransky, Wolfgang Tomböck, Thomas Jöbstl, Günter Högner, Roland Berger, Josef Veleba, Josef Schantl, Karl Stiegler, Gottfried von Freiberg, Ronald Janezic und Josef Reif.
Eng mit der Geschichte und Tradition des Wiener Horns sind der Wiener Waldhornverein und seine Mitglieder verbunden.